# Consuelito Vidal
Consuelo Vidal Regal (La Habana, 4 de diciembre de 1930-7 de octubre de 2004), conocida como Consuelito Vidal, fue una de las personalidades más populares en toda la historia de la Televisión Cubana, destacándose como actriz y animadora. Incursionó en la radio, la televisión, el cine, el teatro, cabaret y fue conductora de toda clase de espectáculos artísticos, festivales musicales, concursos, y galas especiales. En estos espectáculos generalmente hacía dúo con Germán Pinelli, otro gran animador cubano.
Gracias a su belleza y a su talento triunfó desde muy joven en el medio artístico. A partir de 1950 formó parte del elenco de La Tremenda Corte, programa humorístico radial con Leopoldo Fernández (Tres Patines). Participó en varias series y telenovelas, como Doña Bárbara, de Dora Alonso, así como en programas infantiles (Tía Tata cuenta cuentos, Amigo y sus amiguitos, donde ponía voz a los personajes e interpretaba canciones infantiles). Es muy gratamente recordada en Cuba su participación en Detrás de la fachada, un humorístico de televisión donde era a la vez actriz y conductora, junto a grandes como Enrique Arredondo, más conocido como Bernabé.[cita requerida]
Entre sus hijos se cuenta Amaury Pérez Vidal, cantautor y miembro fundador de la Nueva Trova cubana.[cita requerida]
En una de sus entrevistas reconoció cómo la llegada de Fidel Castro le había afectado; sin embargo, defendió el régimen durante toda su vida.[cita requerida]
Consuelito Vidal, como la bautizara el pueblo, fue también presentadora en muchos actos oficiales de la Revolución Cubana desde 1959. Falleció a la edad de 73 años, finalizando una carrera artística de más de 50 años.[cita requerida]

## Cine
Su participación en el cine incluye los filmes:
- Los pájaros tirándole a la escopeta (1984)
- Reina y Rey (1998)
- Las profecías de Amanda (1998)

## Premios
- Mejor actuación femenina, en la II Bienal de Cine en Bogotá, Colombia. Obra: Los pájaros tirándole a la escopeta
- Mejor actuación femenina, en el Festival de Cine de Amiens, Francia. Obra: Reina y Rey
- Mejor actuación femenina, en el XXXV Festival Internacional de Cine de Cartagena, Colombia.
- Premio Coral a la mejor actriz protagónica, de la Unión Nacional de Escritores y Artistas de Cuba.

## Programas de televisión
- Amigo y sus amiguitos infantil
- Julito el pescador serie
- Detrás de la fachada humorístico
- En la viva variedades musicales
- Hasta el último aliento homenaje a la televisión cubana

- Datos: Q4984563